# 최고경어
최고경어(最高敬語 사이코케고(さいこうけいご)[*])는 일본어의 최상급 존경 표현이다. 옛날에는 천황, 태상천황(상황), 황족에게만이 아니라 섭정, 관백, 쇼군 등의 고위직이나 고승에게도 사용하였으나 메이지 시대 이후 주로 천황이나 황족에 한해 사용되고 있다. 의전으로써 외국의 군주, 황족, 왕족에 대해서도 천황, 황족에 준하여 사용하며 그 외의 국가 원수나 고관에 대해서도 특유의 표현을 사용하는 경우가 있다.

## 개요
신문, 라디오 등의 매체에서는 태평양 전쟁 무렵까지 널리 사용되었다.
전후에는 일반적으로 경어 중에서 최상급의 표현으로 바꾸어 보도하게 되었다. 그러나 공문서를 비롯하여 공적으로 사용되는 표현으로써는 전후에 더 이상 쓰지 않게 된 표현이 있는 한편, 여전히 사용되는 최고경어도 있다. 여기에는 주요 최고경어와 그 의미를 싣는다.
이중·삼중경어로부터 파생된 고정 표현이나 주로 한문에 근거한 한자어 등이 있다. 고문(古文)에서 특정한 낱말이 나타날 때, 그 낱말이 갖는 성질에 따라서 주어가 없어도 누구의 발언인지 알 수 있는 경우가 있다.

### 경칭
모두 현임자에게만 붙인다. 즉 ‘쇼와 천왕 폐하’라고는 하지 않는다.
- 폐하(陛下, へいか): 천황, 태상천황, 삼후: 황후, 태황태후, 황태후: 상황후 포함 및 외국의 국왕[1][2]과 그 삼후[3]
- 전하(殿下, でんか): 천황과 삼후 이외의 황족, 국서(國壻)[4], 공국이나 수장국의 원수를 포함한 외국의 동등한 왕후족[1][5]
- 대하(台下, だいか): 로마 교황[1][6]
- 예하(猊下, げいか): 추기경 등[1]

- 황실전범
제23조
　　천황, 황후, 태황태후 및 황태후의 경칭은 폐하로 한다.
２　전항의 황족 이외의 황족의 경칭은 전하 로 한다.
천황의 퇴위 등에 관한 황실전범 특례법
제3조
２　 상황의 경칭은 폐하로 한다.
제4조
２　상황후에 관해서는 황실전범에 정한 사항에 대해 황태후의 예를 따른다

이하는 천황, 황족에 대해서만 사용한다.

### 부사
- 畏くも: 황공하옵게도

### 동사
- 遊ばされる: 하시다
- 有らせられる: 계시다 (いらっしゃる보다 상위 표현임)
- おかせられる: -께서는
- 賜う: 하시다·주시다 ('給う'라고도 적음)

### 명사

#### 신체에 관한 말
- 宸儀: 천황의 신체, 천황 자신
- 玉体・聖体: 천황의 신체
- 玉音: 천황의 목소리
- 玉歩: 천황의 보행
- 玉顔・天顔・竜顔: 천황의 얼굴
- 宝算・聖寿: 천황의 연령
- 叡慮・聖慮・宸慮: 천황의 생각, 의향
- 宸意・宸旨: 천황의 의향
- 聖旨: 천황의 생각, 명령
- 令旨・懿旨: 삼후의 명령
- 聖断・宸断: 천황의 결단
- 宸襟・宸念・軫念: 천황의 정신 상태, 기분
- 大御心: 천황의 마음, 생각
- 宸衷: 천황의 마음 속
- 宸憂: 천황의 고민, 걱정
- 不予・不豫: 천황의 병
'宸'은 천자나 제왕과 관련된 것이다.

#### 언동에 관한 말
- 行幸: 천황의 외출[7][8]
- 行啓: 황후, 황태후, 황태자, 황태자비의 외출[7]
- 行幸啓: 천황과 황후가 함께하는 외출[7]
- 御幸: 상황의 외출
- お成り: 그 밖의 황족의 외출[7]
- 巡幸・宸遊・震遊: 천황의 유람
- 巡啓: 황후, 황태후, 황태자, 황태자비의 유람
- 還御・還幸: 천황, 상황의 귀환[7]
- 還啓: 황후, 황태후, 황태자, 황태자비의의 귀환[7]
- 還幸啓: 천황과 황후가 외출에서 함께 귀환함[7]
- ご帰還: 그 밖의 황족의 귀환[7]
- ご会釈: 천황과 황후가 황거근로봉사 참가자에게 직접 감사 인사를 함
- 御親臨・親臨: 천황이 몸소 나감
- 出御・渡御: 천황의 외출 또는 천황이 손아랫사람에게 가는 것. 혹은 천황이나 삼후의 행차
- 入御: 천황, 삼후가 어떤 장소에서 퇴장하거나 대궐에 들어감
- 臨御: 천황이 어떤 장소에 있음
- 御台臨・台臨: 삼후, 황족이 있음
- 進御: 천황, 삼후가 나오거나 행차함
- 着御: 천황, 삼후의 도착
- 通御: 천황, 삼후가 지나감
- 昇御: 천황, 삼후가 옥좌나 침실에 오름
- 御発輦・発輦: 천황의 차 따위가 출발함
- 御駐輦・駐輦: 천황이 외출 도중 목적지 이외의 곳에서 차를 세움
'輦'는 천황만 타는 특제 가마이다.
- 鹵簿: 행차 행렬
- 御親拝・親拝: 천황이 신사에 직접 참배함
- 御拝: 천황이 배례함
- 御親覧・御宸覧・御天覧・御上覧・御叡覧・御宸鑑・御宸鑒: 천황이 봄
- 御台覧: 천황 이외의 황족이 봄
- 遷御: 천황, 상황, 삼후가 이사함
- 寝御: 천황, 삼후가 잠
- 渙発: 천황이 조칙을 국내외에 널리 선포함
- 崩御: 천황, 상황, 삼후[9] 및 외국 국왕[10] 및 삼후의 서거
- 薨御: 황태자의 서거
- 薨去 : 천황, 상황, 삼후, 황태자 이외의 황족[11] 및 국서를 포함한 외국의 왕족[12]의 서거
- 降誕: 황족의 출생[13]
- 親任式: 천황에 따른 관료임명식
- 親授: 천황이 훈장을 직접 건넴

#### 기타
- 御真影: 천황의 사진
- 御宇: 천황의 치세, 기미가요
- 聖駕・竜駕: 천황이 탄 것
- 宸輿: 천황이 탄 가마
- 玉輦: 천황, 삼후가 탄 것
- 鶴駕: 황태자가 탄 것
- 禁闕・宸闕・宮闕・禁掖・宸掖: 천황의 주거
- 紫宸: 천황의 저택, 자신전의 어원
- 玉座: 천황의 좌석
- 皇謨・聖謨・皇猷・宸謨: 천황의 꾀하는 일, 시책
- 宸翰・宸筆・宸章: 천황이 쓴 필적
- 御製: 천황이 읊은 와카(和歌)[14]
- 御歌: 황후가 읊은 와카(和歌)[14]
- お歌: 천황이나 황후 이외의 황족이 읊은 와카(和歌)[14]
- 勅語・優諚・おことば: 천황의 성명(声明)
'おことば'는 전후 이후부터 천황의 성명이란 뜻으로 사용된다.
- 勅命: 천황의 이름으로 내려진 행정 명령
- 勅令: 천황의 이름으로 직접 시행된 법률. 일본국 헌법이 제정된 1947년 5월 이후로는 없다.
- 御下: 천황의 식사 잔반
- 宸宴: 천황이 개최한 술자리
- 御遊: 천황 등이 개최한 시가·관현악의 놀이
- ご公務: 천황·황족의 집무
이외에도 ご懐妊[15], ご出産, ご誕生[16], ご入学, ご進学[17] 등 전부 히라가나로 ご를 붙인다.
- ご学友: 황태자나 황족과 급우(級友)가 되기로 특별히 허락받은 일반 시민의 자녀. 제국헌법 하에서는 화족뿐이다.
- 御物: 황실의 사유품이 된 회화, 서적, 도검 등

## 현대에서의 사용
この法律は、天皇陛下が、昭和六十四年一月七日の御即位以来二十八年を超える長期にわたり、国事行為のほか、全国各地への御訪問、被災地のお見舞いをはじめとする象徴としての公的な御活動に精励してこられた中、八十三歳と御高齢になられ、今後これらの御活動を天皇として自ら続けられることが困難となることを深く案じておられること、これに対し、国民は、御高齢に至るまでこれらの御活動に精励されている天皇陛下を深く敬愛し、この天皇陛下のお気持ちを理解し、これに共感していること、さらに、皇嗣である皇太子殿下には、五十七歳となられ、これまで国事行為の臨時代行等の御公務に長期にわたり精勤されておられることという現下の状況に鑑み、皇室典範（昭和22年法律第3号）第4条の規定の特例として、天皇陛下の御退位及び皇嗣の御即位を実現するとともに、天皇陛下の御退位後の地位その他の御退位に伴い必要となる事項を定めるものとする。

이 법률은 천황 폐하가 쇼와 64년 1월 7일 즉위한 이래 28년을 넘는 긴 기간에 걸쳐서 국사 행위 외에도 전국 각지의 방문, 재해지의 위문을 비롯한 상징적이고 공적인 활동에 정려하여 오시던 중, 83세의 고령이 되시어, 금후 이들의 활동을 천황으로서 친히 계속하시는 것이 곤란하게 됨을 깊이 염려하고 계시기 때문에, 이것을 국민은 고령에 이르기까지 이러한 활동들에 정려하시고 있는 천황 폐하를 깊이 경애하여, 이러한 천황 폐하의 심정을 이해하고, 이에 공감하고 있기 때문에, 게다가 황사이신 황태자 전하는 57세가 되시어, 지금까지 국사 행위의 임시 대행 등의 공무에 긴 기간에 걸쳐 정근하시고 계신 목하의 상황을 감안하여, 황실전범(쇼와 22년 법률 제3호) 제4조의 규정의 특례로써 천황 폐하의 퇴위 및 황사의 즉위를 실현함과 동시에 천황 폐하의 퇴위 후 지위, 그 밖의 퇴위에 수반하여 필요케 되는 사항을 정함을 목적으로 한다.
 — 천황의 퇴위 등에 관한 황실전범 특례법(헤이세이 29년 법률 제63호) 제1조
'御乗車になられましたら'과 같은 다중경어는 주로 황실에 대해서만 사용해왔기 때문에, 세간 일반에서 사용한다면 과도한 경어 사용으로 보이는 경우가 있다. 일본어의 혼란을 참조.

## 같이 보기
- 국화 금기